# Comuna Mihăești, Argeș
Mihăești este o comună în județul Argeș, Muntenia, România, formată din satele Drăghici, Furnicoși, Mihăești (reședința), Rudeni, Valea Bradului, Valea Popii și Văcarea.

## Așezare
Comuna se află în nord-estul județului, pe malurile Râului Târgului, acolo unde acesta primește apele afluenților Ruda și Drăghici. Este străbătut de șoseaua națională DN73, care leagă Piteștiul de Câmpulung. Lângă Rudari, din acest drum se ramifică șoseaua județeană DJ738, care duce spre nord la Poienarii de Muscel și Schitu Golești (unde se termină în același DN73).

## Demografie
Componența etnică a comunei Mihăești
     Români (81,75%)
     Romi (9,27%)
     Alte etnii (0,05%)
     Necunoscută (8,92%)
Componența confesională a comunei Mihăești
     Ortodocși (85,56%)
     Penticostali (3,25%)
     Alte religii (1,82%)
     Necunoscută (9,38%)
Conform recensământului efectuat în 2021, populația comunei Mihăești se ridică la 5.726 de locuitori, în scădere față de recensământul anterior din 2011, când fuseseră înregistrați 5.909 locuitori. Majoritatea locuitorilor sunt români (81,75%), cu o minoritate de romi (9,27%), iar pentru 8,92% nu se cunoaște apartenența etnică. Din punct de vedere confesional, majoritatea locuitorilor sunt ortodocși (85,56%), cu o minoritate de penticostali (3,25%), iar pentru 9,38% nu se cunoaște apartenența confesională.

## Politică și administrație
Comuna Mihăești este administrată de un primar și un consiliu local compus din 15 consilieri. Primarul, Andreea-Iuliana Crîmpiță-Matei[*], de la Partidul Social Democrat, este în funcție din octombrie 2020. Începând cu alegerile locale din 2024, consiliul local are următoarea componență pe partide politice:
|  | Partid                          | Consilieri | Componența Consiliului | Componența Consiliului | Componența Consiliului | Componența Consiliului | Componența Consiliului | Componența Consiliului | Componența Consiliului | Componența Consiliului |
|  | ------------------------------- | ---------- | ---------------------- | ---------------------- | ---------------------- | ---------------------- | ---------------------- | ---------------------- | ---------------------- | ---------------------- |
|  | Partidul Social Democrat        | 8          |                        |                        |                        |                        |                        |                        |                        |                        |
|  | Partidul Național Liberal       | 5          |                        |                        |                        |                        |                        |                        |                        |                        |
|  | Alianța pentru Unirea Românilor | 2          |                        |                        |                        |                        |                        |                        |                        |                        |

## Istorie
La sfârșitul secolului al XIX-lea, comuna făcea parte din plasa Râurile a județului Muscel și era formată din satele Mihăești, Valea Bradului, Geabelea și Furnicoși, având în total 780 de locuitori. Existau aici cinci mori, o școală mixtă fondată în 1834 în timpul domniei lui Alexandru Ghica și trei biserici (la Mihăești, Valea Bradului și Furnicoși). La acea vreme, pe teritoriul actual al comunei mai funcționau în aceeași plasă și comunele Drăghiciu și Valea Popii. Prima, având 1001 locuitori ce trăiau în 240 de case în singurul sat, și în ea existau o fabrică de scaune cu mecanisme acționate hidroenergetic, aparținând lui Anast. I. Chirvasi; o biserică zidită în 1854 și o școală cu 72 de elevi (dintre care 6 fete). În comuna Valea Popii trăiau 1346 de locuitori în satele Valea Popii, Văcarea și Huluba.
Anuarul Socec din 1925 consemnează comuna drept reședință a plășii Râurile, având 1171 de locuitori în satele Călceasa, Furnicoși, Geabelea, Mihăești și Valea Bradului. Comuna Drăghici avea 1772 de locuitori în unicul ei sat, iar comuna Valea Popii avea 1275 de locuitori în satele Huluba și Valea Popii.
În 1950, comunele au fost transferate raionului Muscel din regiunea Argeș, iar in 1968 au trecut la județul Argeș. La acea dată, comuna Valea Popii dispăruse, iar comuna Drăghici a fost desființată cu acea ocazie, satele lor trecând la comuna Mihăești.

## Monumente istorice
În comuna Mihăești se găsesc bisericile „Sfântul Ioan Botezătorul” din Furnicoși (datând din 1810) și „Sfântul Nicolae” (1767) din Valea Bradului, ambele monumente istorice de arhitectură de interes național. În rest, alte două obiective din comună sunt incluse în lista monumentelor istorice din județul Argeș ca monumente de interes local: școala veche (începutul secolului al XX-lea) din satul Mihăești; și casa Iorgulescu (secolul al XIX-lea) din satul Drăghici.